# Parachela maculicauda
Parachela maculicauda és una espècie de peix cipriniforme de la família dels ciprínids.

## Morfologia
Els mascles poden assolir els 6 cm de longitud total.

## Distribució geogràfica
Es troba a les conques dels rius Mekong, Chao Phraya i Maeklong, i a la península de Malaca i Sumatra.